# Andreas Huter
Andreas Huter (auch Hutter; * 13. November 1838 in Kaunerberg; † 4. Mai 1910 ebenda) war ein österreichischer Bildschnitzer und Altarbauer.

## Leben
Huter lernte zwei Jahre lang beim Bildhauer Michael Stolz in Innsbruck und kehrte dann nach Hause zurück, um den väterlichen Hof zu übernehmen. Er arbeitete nebenher weiter als Bildschnitzer und schuf Statuen, Reliefs und Altäre für Kirchen und Kapellen im Kaunertal und dem Oberen Gericht, oft in privatem Auftrag. Seine Werke sind im neugotischen Stil gehalten und zumeist nach Vorbildern geschaffen. So dienten für die Kreuzwegstationen für die Kirchen von Kauns, Serfaus und Ried im Oberinntal die 1898 von Martin von Feuerstein für St. Anna im Lehel in München gemalten Kreuzwegstationen als Vorlage.

## Werke

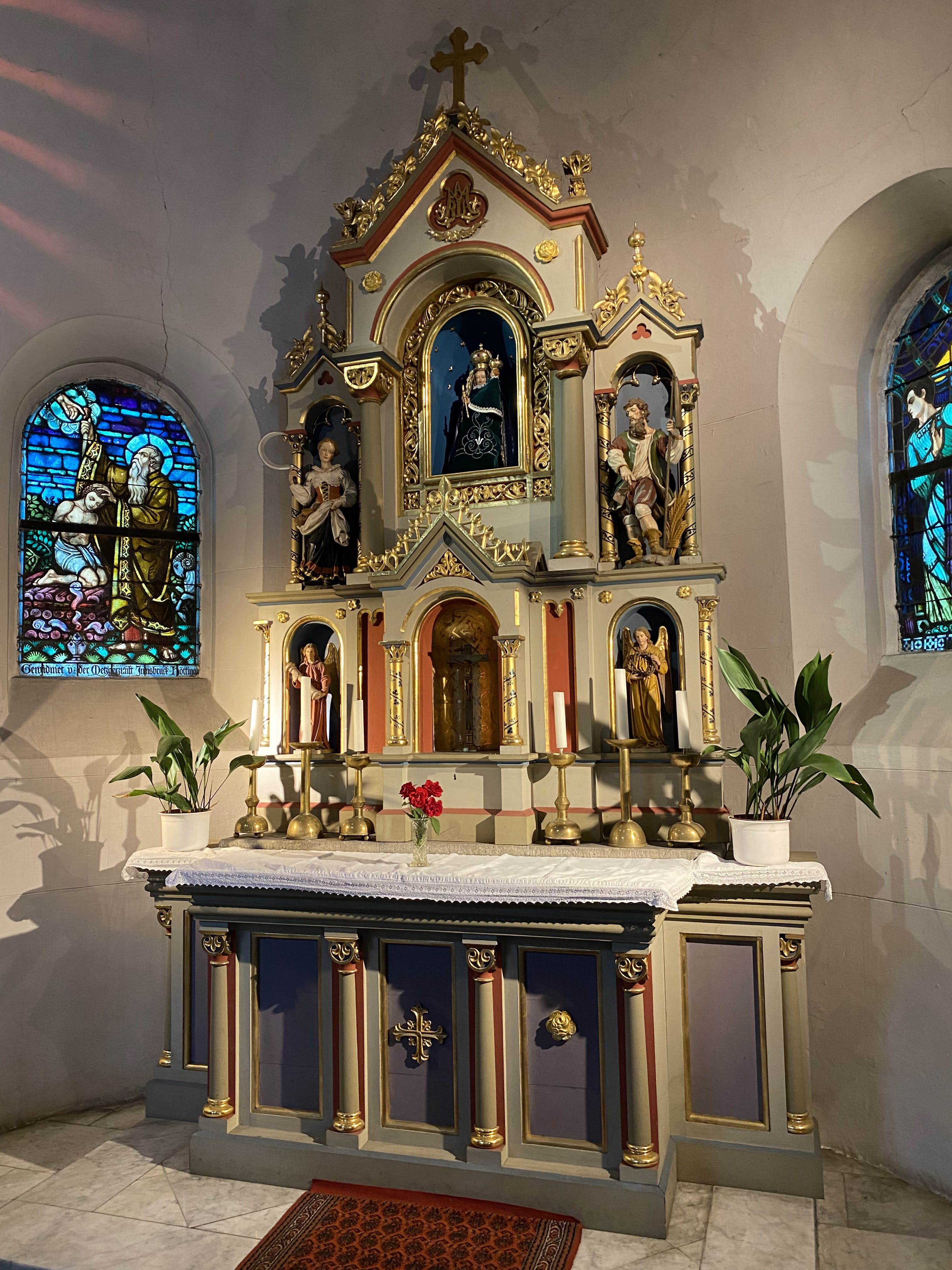
Altar der Gnadenkapelle Kaltenbrunn, Pfarrkirche Hötting

- Hochaltar, linker Chorseitenaltar, Gnadenaltar, Wallfahrtskirche Kaltenbrunn, 1887 (Gnadenaltar heute als Leihgabe in der Pfarrkirche Hötting[2])
- Ausstattung, Kapelle Maria Schnee beim Gepatschhaus, um 1895[3]
- Seitenaltäre und Kreuzwegstationen, Pfarrkirche Kauns, 1901
- Kreuzwegstationen, Pfarrkirche Ried im Oberinntal